# Bătălia de la Podul Milvius
Bătălia de la Podul Milvius (azi Ponte Milvio, Roma) a avut loc între împărații romani Constantin I și Maxentius, la 28 octombrie 312. Constantin a câștigat bătălia și a pus  capăt Tetrarhiei și a devenit conducătorul unic al Imperiului Roman. Maxentius s-a înecat în Tibru în timpul bătăliei.

## Semnul ceresc

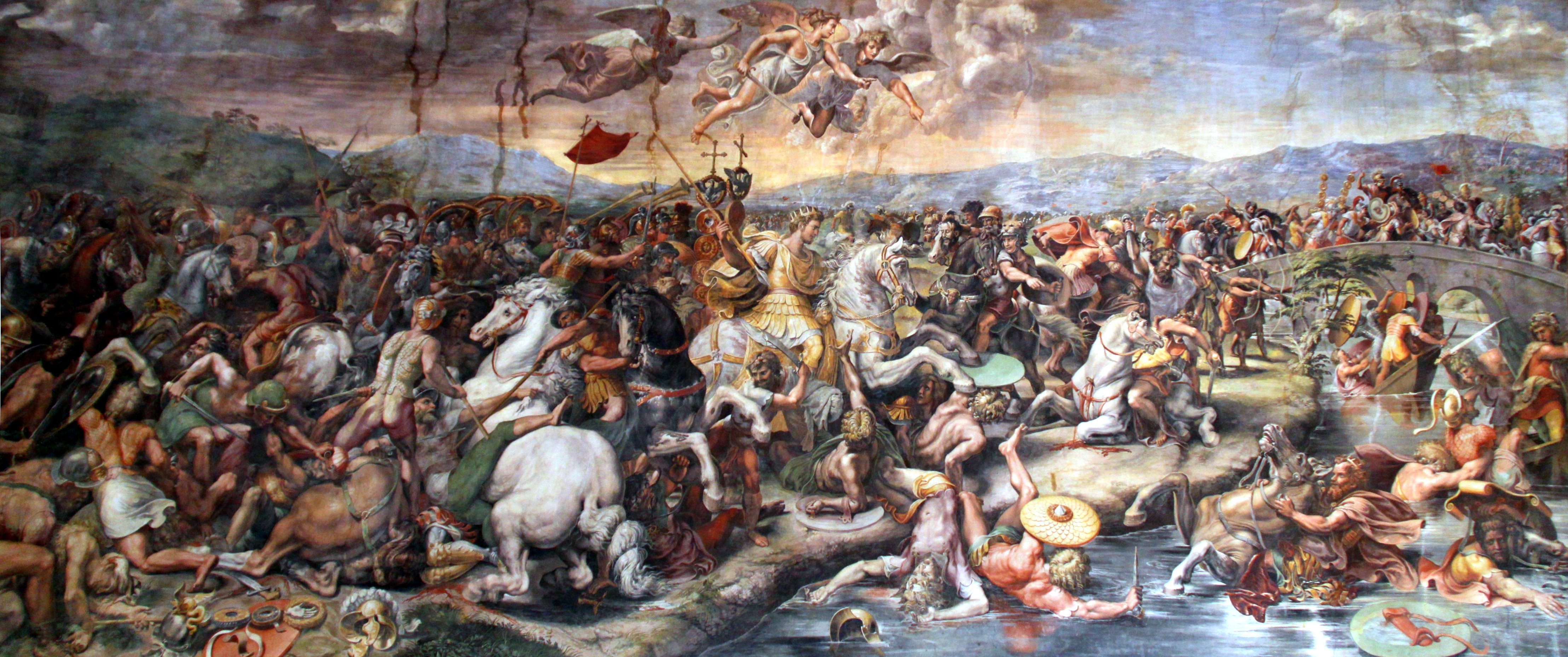
Pictură de Giulio Romano. Presupusele armate cerești implicate sunt prezentate ca niște îngeri cu aripi

Scriitorul creștin Lactantius (cca. 240 – cca. 320) povestește că în ajunul bătăliei Constantin cel Mare a avut un vis în care i s-a spus ca înainte de a porni la luptă să înscrie pe scuturile soldaților semnul ceresc al lui Dumnezeu - caeleste signum dei. Probabil monograma chi-rha (litera X traversată de litera P).
Dar Eusebius din Cezareea în lucrarea sa „Viața lui Constantin” - „Vita Constantini” povestește despre apariția pe cer la miezul zilei, deasupra soarelui, a unei cruci luminoase împreună cu inscripția In hoc signo vinces („Sub acest semn vei învinge”). Crucea i-ar fi apărut lui Constantin, dar și armatei sale, pe când erau în Galia în drum spre Peninsula Italică. Noaptea i s-ar fi arătat Christos care i-ar fi poruncit să facă un steag cu semnul văzut.

## Galerie de imagini

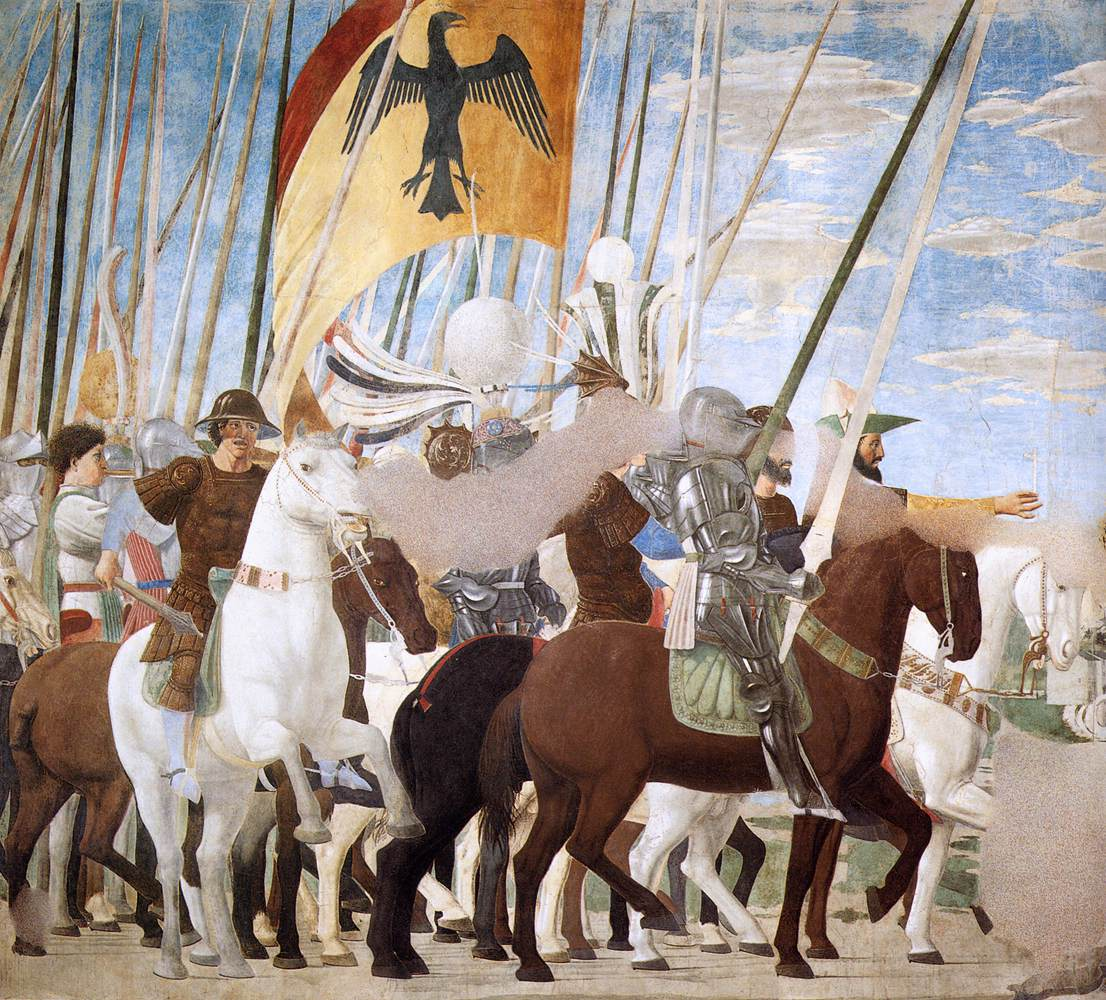
Piero della Francesca - „Victoria lui Constantin împotriva lui Maxentius” (1452-1466)
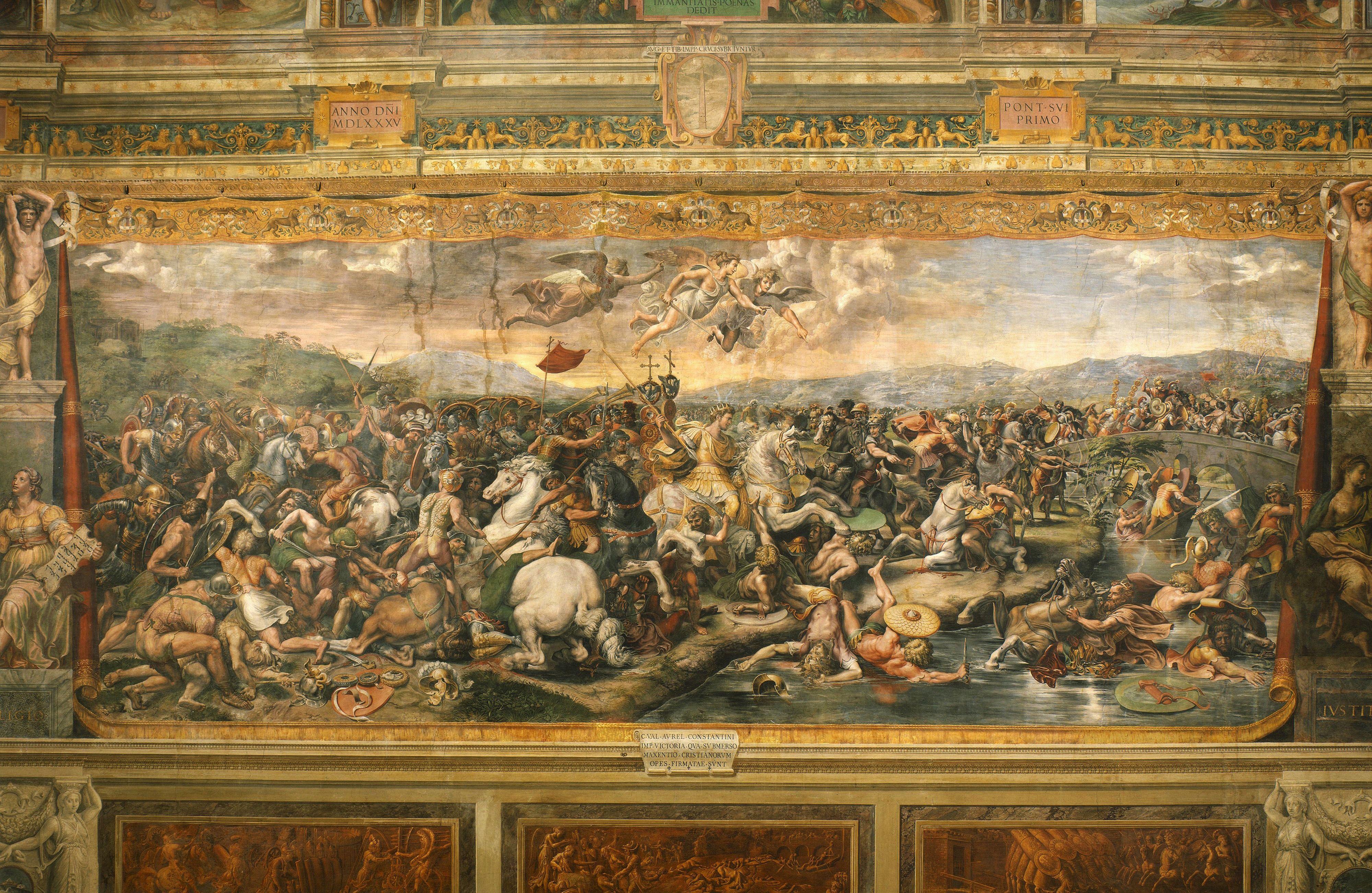
Giulio Romano - „Bătălia de la podul Milvius” (1520-24)
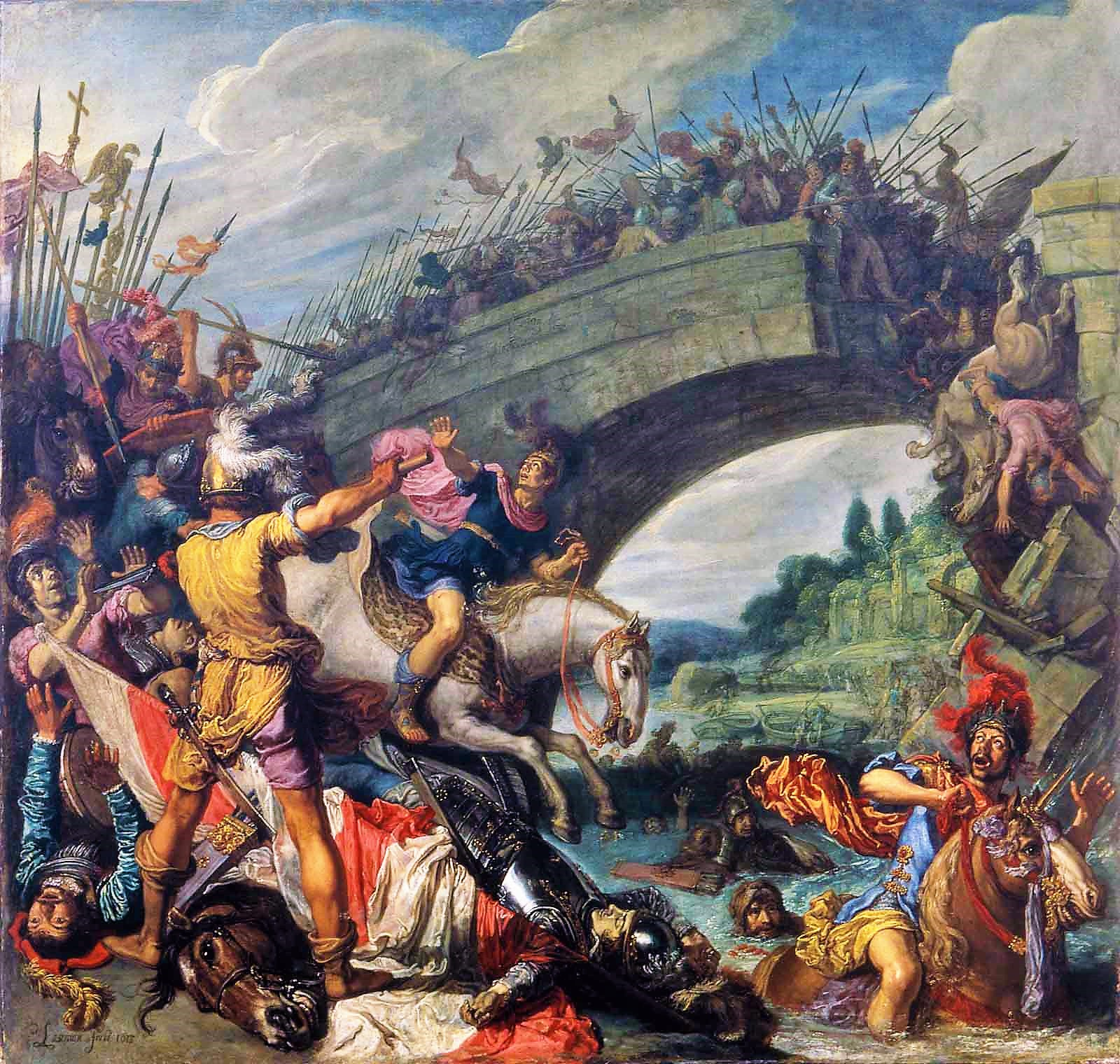
Pieter Lastman - „Bătălia de la podul Milvius” (1613)
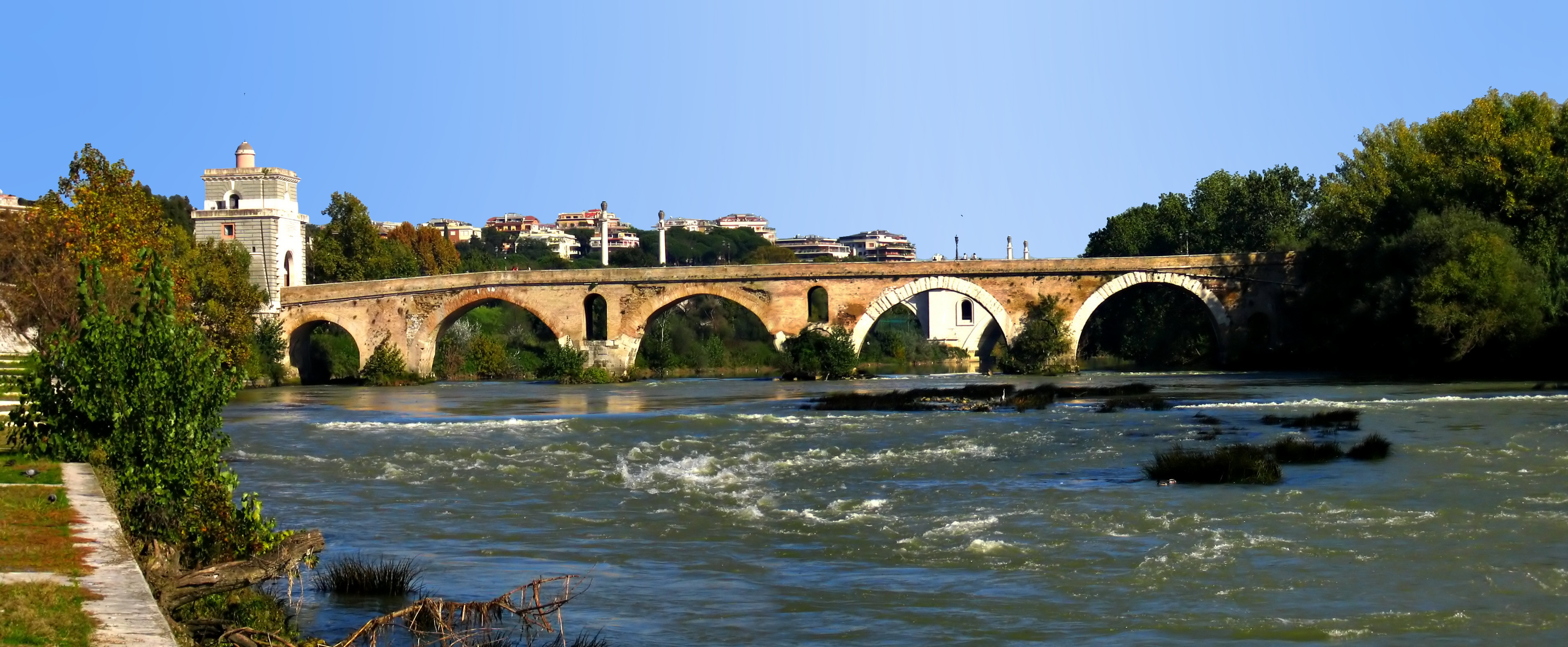
Podul Milvius (Ponte Milvio) din Roma